# Leo Lalonde Memorial Trophy
Die Leo Lalonde Memorial Trophy ist eine Eishockeytrophäe, die von der Ontario Hockey League (OHL) jährlich an den besten Overage-Spieler – einen Akteur, der beim Saisonstart bereits 20 Jahre alt ist – verliehen wird. Die Auszeichnung wurde erstmals in der Saison 1983/84 vergeben. Der Gewinner wird in einer Wahl von den General Managern der Liga gekürt. Ursprünglich wurde die Trophäe von den Trainern der OHL gestiftet, im Gedenken an Leo Lalonde, einen verstorbenen Chefscout des Central Scouting Bureau.

## Gewinner
| Jahr    | Spieler            | Team                         |
| ------- | ------------------ | ---------------------------- |
| 2024/25 | Jackson Parsons    | Kitchener Rangers            |
| 2023/24 | Matthew Sop        | Kitchener Rangers            |
| 2022/23 | Matthew Maggio     | Windsor Spitfires            |
| 2021/22 | Brandon Coe        | North Bay Battalion          |
| 2020/21 | nicht vergeben     | nicht vergeben               |
| 2019/20 | Austen Keating     | Ottawa 67’s                  |
| 2018/19 | Justin Brazeau     | North Bay Battalion          |
| 2017/18 | Aaron Luchuk       | Barrie Colts                 |
| 2016/17 | Darren Raddysh     | Erie Otters                  |
| 2015/16 | Kevin Labanc       | Barrie Colts                 |
| 2014/15 | Joseph Blandisi    | Barrie Colts                 |
| 2013/14 | Dane Fox           | Erie Otters                  |
| 2012/13 | Charles Sarault    | Sarnia Sting                 |
| 2011/12 | Andrew Agozzino    | Niagara IceDogs              |
| 2010/11 | Jason Akeson       | Kitchener Rangers            |
| 2009/10 | Bryan Cameron      | Barrie Colts                 |
| 2008/09 | Justin DiBenedetto | Sarnia Sting                 |
| 2007/08 | Michael Swift      | Niagara IceDogs              |
| 2006/07 | Tyler Donati       | Belleville Bulls             |
| 2005/06 | Ryan Callahan      | Guelph Storm                 |
| 2004/05 | André Benoit       | Kitchener Rangers            |
| 2003/04 | Martin St. Pierre  | Guelph Storm                 |
| 2002/03 | Chad LaRose        | Plymouth Whalers             |
| 2001/02 | Cory Pecker        | Erie Otters                  |
| 2000/01 | Randy Rowe         | Belleville Bulls             |
| 1999/00 | Dan Tessier        | Ottawa 67’s                  |
| 1998/99 | Ryan Ready         | Belleville Bulls             |
| 1997/98 | Bujar Amidovski    | Toronto St. Michael’s Majors |
| 1996/97 | Zac Bierk          | Peterborough Petes           |
| 1995/96 | Aaron Brand        | Sarnia Sting                 |
| 1994/95 | Bill Bowler        | Windsor Spitfires            |
| 1993/94 | B. J. MacPherson   | North Bay Centennials        |
| 1992/93 | Scott Hollis       | Oshawa Generals              |
| 1991/92 | John Spoltore      | North Bay Centennials        |
| 1990/91 | Joey St. Aubin     | Kitchener Rangers            |
| 1989/90 | Iain Fraser        | Oshawa Generals              |
| 1988/89 | Stan Drulia        | Niagara Falls Thunder        |
| 1987/88 | Len Soccio         | North Bay Centennials        |
| 1986/87 | Mike Richard       | Toronto Marlboros            |
| 1985/86 | Steve Guenette     | Guelph Platers               |
| 1984/85 | Dunc MacIntyre     | Belleville Bulls             |
| 1983/84 | Don McLaren        | Ottawa 67’s                  |

## Quelle
- Ontario Hockey League Media Information Guide 2014–2015, S. 139.